# Tyleria apiculata
Tyleria apiculata är en tvåhjärtbladig växtart som beskrevs av C. Sastre. Tyleria apiculata ingår i släktet Tyleria och familjen Ochnaceae. Inga underarter finns listade i Catalogue of Life.